# 阿天玛加雅印度尼西亚天主教大学

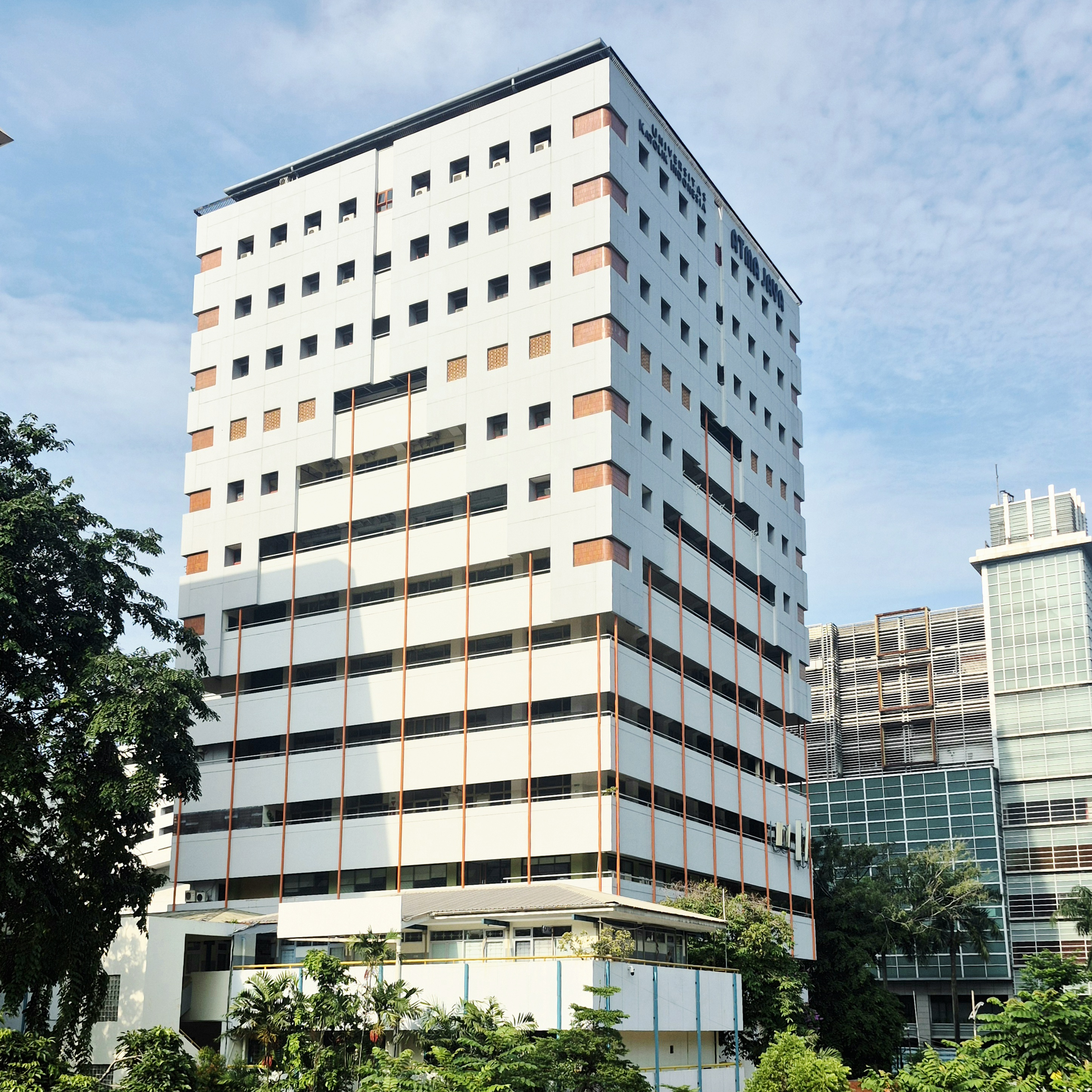
阿天玛加雅印度尼西亚天主教大学.

阿天玛加雅印度尼西亚天主教大学（简称 Unika Atma Jaya）是印尼一所大学，1960年6月1日成立。
主校园位于三叶草 (Semanggi) 雅加达中央和另一校园坐落在雅加达北部, Pluit。
Atma Jaya视为在印尼负盛名的教育机构。根据GlobeAsia杂志最近进行的调查（2008）Atma Jaya是在印尼的所有私立大学名列第三。
自从2005年天宝杂志 (TEMPO)的调查投入Atma Jaya前10名最佳印度尼西亚大学。